# Капкан

Капка́н — пристосування для відлову звірів, що складається з однієї або декількох пружин, дуг (клешень), які захоплюють шию або лапу звіра, і пластини, що приводить капкан в дію при натиску. Сила стиснення клешень призводить до розсічення шкіри, пошкодження сухожиль, а також вивиху суглобів, перелому кісток і навіть відриву кінцівок в результаті спроб тварини звільнитися. Спіймана тварина гине протягом декількох днів від отримання травм, болю і — в холодну пору року — обмороження.
У сучасному варіанті дугові капкани, що ущемляють ногу, відомі понад 100 років. Невеликі капкани № 0, 1 призначені для вилову дрібних звірів — водяних щурів, ховрахів, ондатри, трохи більші — № 2, 3 — для відлову бабаків, зайців, лисиць, великі № 5 — для вовка, рисі, росомахи. Найбільші капкани призначені для ведмедя. Існують і інші модифікації капканів, наприклад такі, що стискують.

## Поширеність капканів
Нині капкани активно застосовуються в таких великих країнах, як Росія, США, Канада, Китай. За приблизними даними, в Росії зараз є на руках мисливців від 3 до 5 млн капканів, до 4 млн звірів на рік здобуваються капканами.
Активне застосування капканів в СРСР почалося лише в 1950-х роках. До цього мисливці застосовували саморобні пастки.
У 1977 році в СРСР обсяг виробництва капканів № 0 і № 1 на 12 заводах становив 7 млн шт. на рік.
Всього в США, Канаді, Росії щорічно здобувається близько 60 млн звірів капканами, при цьому від 15 до 30 % хутра, що надходить на світовий ринок, здобувається за допомогою капканів. У США капканами відловлюють 80 % здобутих хутрових звірів. У деяких місцях кількість капканів може досягати великої концентрації. Наприклад, у Херсонській області (Україна) в 1980-х роках у деяких місцях плавнів на 1 км ставилося до 50 капканів, завдяки чому знищувалося все живе.
До 2011 року в Україні виробництвом капканів займалося близько 5-8 підприємств, а виготовленням кротоловок — близько 5 підприємств, кожне з яких виготовляло 3-4 тис. кротоловок на місяць.

## Шкода від капканів
1) Коли тварина потрапляє в капкан, вона помирає не відразу, а довго мучиться. Сталеві зуби мертвою хваткою захлопуються на його лапі (морді, хвості, крилі), дроблячи кістки, м'язи, викликаючи нестерпний біль. Потрапивши в капкан, тварини також часто мучаться від спраги, голоду, температурних перепадів. Тварини в капканах отримують такі пошкодження — перелом, вивих, розрив сухожилля, пошкодження окістя, зовнішня або внутрішня кровотеча, ушкодження скелетних м'язів, ішемія кінцівки, пошкодження очного яблука, включаючи розрив зіниці, спинномозкова травма, ушкодження внутрішніх органів, у тому числі міокарда.
Особливо страждають в капканах тварини високої психологічної організації — видра, ласка, горностай, рись, дикий кіт. І ця мука може тривати кілька днів, а то й більше, до приходу мисливця, який, щоб не пошкодити хутро, б'є тварину по голові, розчавлює груди, звертає шию або душить звіра. Подібне поводження з твариною в капкані є більш ніж жорстоким. Це грубе порушення прав тварини на захист від непотрібного страждання.
2) Потрапивши в капкан, звірі нерідко відкручують (відмолюють) або відгризають свою лапу, тікаючи на трьох ногах. В результаті вони гинуть від втрати крові, гангрени або хижаків. Кількість таких відмолів значна: для ондатри становить до 20 %, для білки — до 60 %.
С. Аксаков описував:
|  | Очень странно, что волк почти никогда не отвертывает, не отрывает своей ноги, завязшей в капкане, несмотря на отчаянные усилия, которые он для того употребляет. Он нарочно задевает капканом за дерево или куст, мечется и вертится во все стороны; даже зайцу иногда удается оторвать ногу, а лисе очень часто. Лиса, будучи вообще смирною в капкане, как раз переломит ногу в самом том месте, где она сжата капканными дугами, потом перетрет кожу и, оставив свою лапу в капкане, всегда повыше первого позвонка, — преблагополучно уходит. А затем погибает. |

Капкани на щурів передавлюють невеликих щурят на дві частини, а великим ламають щелепу.
Таким чином капкани завдають величезних економічних збитків мисливському і рибному господарству шляхом безцільної загибелі тварин.
3) Видобуток за допомогою капканів є невибірковим видом полювання. Як правило, в капкан, поставлений на один вид тварин, нерідко потрапляють інші. Це можуть бути так звані «сміттєві» види, в яких мисливець не зацікавлений — лисиці, бродячі собаки і коти, сороки, яструби, сойки, яких мисливець просто викидає. За деякими даними, «сміттєвих» тварин потрапляє в капкан до 20 %.
Б. Гржимек писав про лов капканами в Австралії кроликів: «Потрапивши вночі в знаряддя тортур, кролики часто висять у них до самого ранку, голосно кричачи від болю, поки господар поля спроможеться нарешті зробити ранковий обхід своїх володінь і добити нещасного. Однак в 10-15 відсотків випадків в ці капкани потрапляють зовсім не кролики, а лисиці, борсуки, куниці, кішки, собаки і хижі птахи».
4) Дуже часто в капкани потрапляють види, занесені до Червоної книги: на привадах на вовків — орли, в капкани на бобра і ондатру — видра, в капкани на єнотовидного собаку — рись, перегузня, горностай, ласка, в кротоловки — хом'яки, ховрахи і землерийки. Через потрапляння рідкісних птахів і звірів у капкани щорічно тільки в Росії завдається збитків на 1 млрд рублів. У США в 1973 році у штаті Невада в капкани випадково потрапило 2500 орлів. Денверський центр з вивчення дикого життя провів дослідження капканів, поставлених на койотів. У них потрапило 119 тварин. Лише в 38 були койоти. Серед інших жертв виявилися яструби, золоті орли, співочі птахи, кролики, олені, а також 63 домашніх тварини. Капкани є одним з найважливіших факторів, що впливають на скорочення чисельності червонокнижних тварин. Так, занесений до Червоної книги України лісовий кіт часто потрапляє в капкани, поставлені на ондатру. З занесених до Червоної книги Росії тварин манул потрапляє в капкани на зайців і лисицю, чубатий орел — у капкани на соболя, бородач і білоголовий сип — в капкани на вовків, хохуля — у капкани на ондатру, амурський степовий тхір — в капкани на колонка, ондатру, потрапляють також у капкани беркут і орлан-білохвіст.
5) Капкани нерідко використовуються браконьєрами і згубниками тварин для вилову амурських тигрів у Китаї, або в містах для відлову собак і кішок. Дуже активно використовують капкани голуб'ятники, що знищують хижих птахів. Тільки в Україні з їхньої вини гине кілька тисяч хижих птахів щорічно.
6) Капкани, особливо на великих звірів, є небезпечними для сільських жителів і туристів, грибників, ягідників, рибалок, що відвідують мисливські угіддя. Останнім часом їх стали ставити на бомжів. Часто в капкани потрапляють мисливські собаки.
Використання капканів негативно позначається на моральності, виховує в мисливців негативні якості характеру, морально розкладає особистість.
Тому капкани як засоби добування тварин є екологічно небезпечним жорстоким поводженням з тваринами.

## Законодавча заборона капканів
У 1980-х роках у європейських та інших цивілізованих країнах з'явився рух проти застосування капканів. Під його тиском в 1991 році ЄС прийняв регламент № 3254/91, що забороняє «ввезення в країни співтовариства шкур певних видів диких тварин і готових виробів з них» з країн, де застосовуються ногозахоплюючі капкани. У додатку до цього документу перераховувалися 13 видів тварин, що потрапляють під торгові санкції — соболь, горностай, єнот, вовк, ондатра тощо. Великобританія, Австрія, Швеція вимагали більш жорстких обмежень. У 1998 році ЄС запровадив часткову заборону на ввезення хутра, здобутого за допомогою ногозахоплюючих капканів.
Нині у світі близько 90 країн ухвалили рішення про заборону капканів. У Європі таких країн близько 20, в Африці — 22 країни, в Азії — 5, в Латинській Америці — 5. У Данії подібна заборона була встановлена в 1931 році, в Австрії — у 1938 році, у Молдові — в 1995 році. У США капкани дозволені тільки в штатах Айдахо, Аляска і Монтана. В інших штатах на них є різні обмеження. Так, у 23 штатах вилучені з обігу капкани з зубцями на дугах. У 10 штатах вимагають наявності зазору певної ширини між дугами. У 22 штатах капкани необхідно перевіряти щодня. У 38 штатах пастки повинні мати прикріплені до них ідентифікаційні мітки. У 42 штатах постановка капканів на приватних землях потребує попередньої згоди землевласників.

## Заборона на застосування капканів в Україні
5 червня 2011 року в дію вступили поправки до закону України «Про тваринний світ», що забороняють не тільки застосування капканів, але і їхнє виготовлення, зберігання і ввезення в Україну.

## Ресурси Інтернету
- Кампания Киевского эколого-культурного центра «Борьба с капканами, петлями и ядами»  [Архівовано 21 липня 2013 у Wayback Machine.]
- Россия переходит на гуманные способы отлова пушного зверя  [Архівовано 9 травня 2013 у Wayback Machine.]
- [Архівовано 17 листопада 2011 у Wayback Machine.]
- Правила охоты в Республике Беларусь, (2005), bz45/dcm 4551.htm [Архівовано 4 березня 2016 у Wayback Machine.]
- Правила охоты на территории Республике Казахстан (2004) www.orexca.com/rus/hunting-regulation.shtml[недоступне посилання з вересня 2019]
- Положение об охотничьем хозяйстве Республики Молдова (2001). [недоступне посилання з липня 2019]
- Уголовный кодекс Российской Федерации. — М.: Юрис, 2020. — 350 с.
- Пенсионерка попала в капкан, собирая грибы
- В Челябинской области люди попадают в медвежьи капканы [недоступне посилання з липня 2019]